# 川田神社 (湖南市)
川田神社（かわたじんじゃ）は、滋賀県湖南市に鎮座する神社である。式内社論社で旧社格は村社。

## 祭神
天児屋根命を祀る。

## 歴史
創祀年代不詳。『延喜式神名帳』に記載の名神大社の論社である。明治9年（1876年）10月に村社に列した。

## 神紋
- 三ッ巴

## 祭事
- 例祭 - 5月1日